# Cryptobothrus chrysophorus
Cryptobothrus chrysophorus är en insektsart som beskrevs av Rehn, J.A.G. 1907. Cryptobothrus chrysophorus ingår i släktet Cryptobothrus och familjen gräshoppor. Inga underarter finns listade i Catalogue of Life.